# King Records (США)
King Records — американский независимый лейбл звукозаписи, основанный Сидом Нейтаном в Цинциннати, штат Огайо, в 1943 году. Знаменита своим вкладом в становление рок-н-ролла.
Старое здание King Records в Цинциннати по адресу Брюстер авеню, 1540 до сих пор сохранилось. В 2008 году Зал славы рок-н-ролла включил его в список «Исторических рок-н-ролльных мест» (англ. Historic Rock and Roll Landmark), а в 2009 году город Цинциннати установил там памятную табличку, которая гласит: «King Records: король их всех. С 1943—1971 King Records навсегда изменили американскую музыку. Владелец Сид Нейтан дал миру блюграсс, R&B, рок-н-ролл, ду-воп, кантри, соул и фанк. Со звёздами от Джеймса Брауна до Братьев Стэнли и своей инновационной, интегрированной бизнес-моделью цинциннатские King Records революционизировали музыкальную индустрию.»

## Выборочный список исполнителей
- Хэнк Баллард & The Midnighters
- Джеймс Браун & The Famous Flames
- Петула Кларк
- Билли Хьюз
- The Ink Spots
- Литл Вилли Джон
- Фредди Кинг
- Стив Лоуренс
- Уэйд Мейнер
- Джонни Отис
- Микки Руни
- Мерл Трэвис
- Каролайна Слим
- Руфь Уоллис

## Список лейблов, принадлежавших King Records
- De Luxe Records[англ.]
- Federal Records
- Festival Records
- Queen Records
- Bethlehem Records[англ.]
- Starday Records[англ.]
- Audio Lab